# Golubovići (Velika Kladuša)
Golubovići falu Bosznia-Hercegovinában, a Bosznia-hercegovinai Föderáció Una-Szanai kantonjában. Közigazgatásilag Velika Kladušához tartozik.

## Fekvése
Bosznia-Hercegovina északnyugati részén, Bihácstól légvonalban 33, közúton 49 km-re északra, Velika Kladušától légvonalban 13, közúton 21 km-re délkeletre levő dombos, erdős vidéken, a Hozdićevac-patak völgyében és a környező dombokon fekszik. Házai szétszórt csoportokban találhatók a dombok között.

## Népessége
| Nemzetiségi csoport | Népesség 1991 | Népesség 2013 |
| ------------------- | ------------- | ------------- |
| Szerb               | 0             | 0             |
| Bosnyák             | 896           | 598           |
| Horvát              | 1             | 0             |
| Jugoszláv           | 4             | 0             |
| Egyéb               | 2             | 152           |
| Összesen            | 903           | 750           |

## Története
Arról nincs információ, hogy Golubovićiban mikor épült az első mecset, de azt biztosan tudni, hogy ősidők óta létezett. A mai mecsetet, melynek 1968. május 2-án nyitották meg. A háború alatt a mecset nagy károkat szenvedett, a vallási tevékenységnek még minimális feltételei sem voltak. A felújítás után 1997. augusztus 23-án volt második megnyitója. A gyülekezetnek 210 háztartása van. Az iskolai órák hétvégén a mecsettől elkülönített helyiségekben zajlanak. A nagyszámú lakos kivándorlása azonban nagymértékben megmutatkozik az iskolába beíratott gyerekek számában. A gyülekezet imámja Edin Borić efendi.

## Nevezetességei
A mecset egy dombon található, ahonnan a kilátás a világ mind a négy sarkára nyílik. 1968-ban építették, a boszniai háború után 1997-ben felújították. Méretei 12x10 méter, mely 25 méter magas minarettel rendelkezik. Ma a golubovići mecset mindennel fel van szerelve, ami a gyülekezet igényeinek kielégítéséhez szükséges.